# Dominos (videojoc)
Atari's Dominos és un joc d'acció de vídeo d'un, dos o quatre jugadors, que es troba empaquetat en un armari propi amb un estil diferenciat que descansa directament sobre el terra. Un monitor de TV de 23 polzades es munta a la part frontal superior del gabinet, amb la pantalla de visualització del monitor inclinada cap enrere des de la vertical. La pantalla de visualització del monitor de TV està coberta amb un panell de plexiglàs. Dominos va arribar en un armari vertical de dos jugadors, així també com un armari per a quatre jugadors. Tots els armaris es van produir el 1976 i van ser llançats originalment el 1977.